# 横浜市営バス本牧営業所

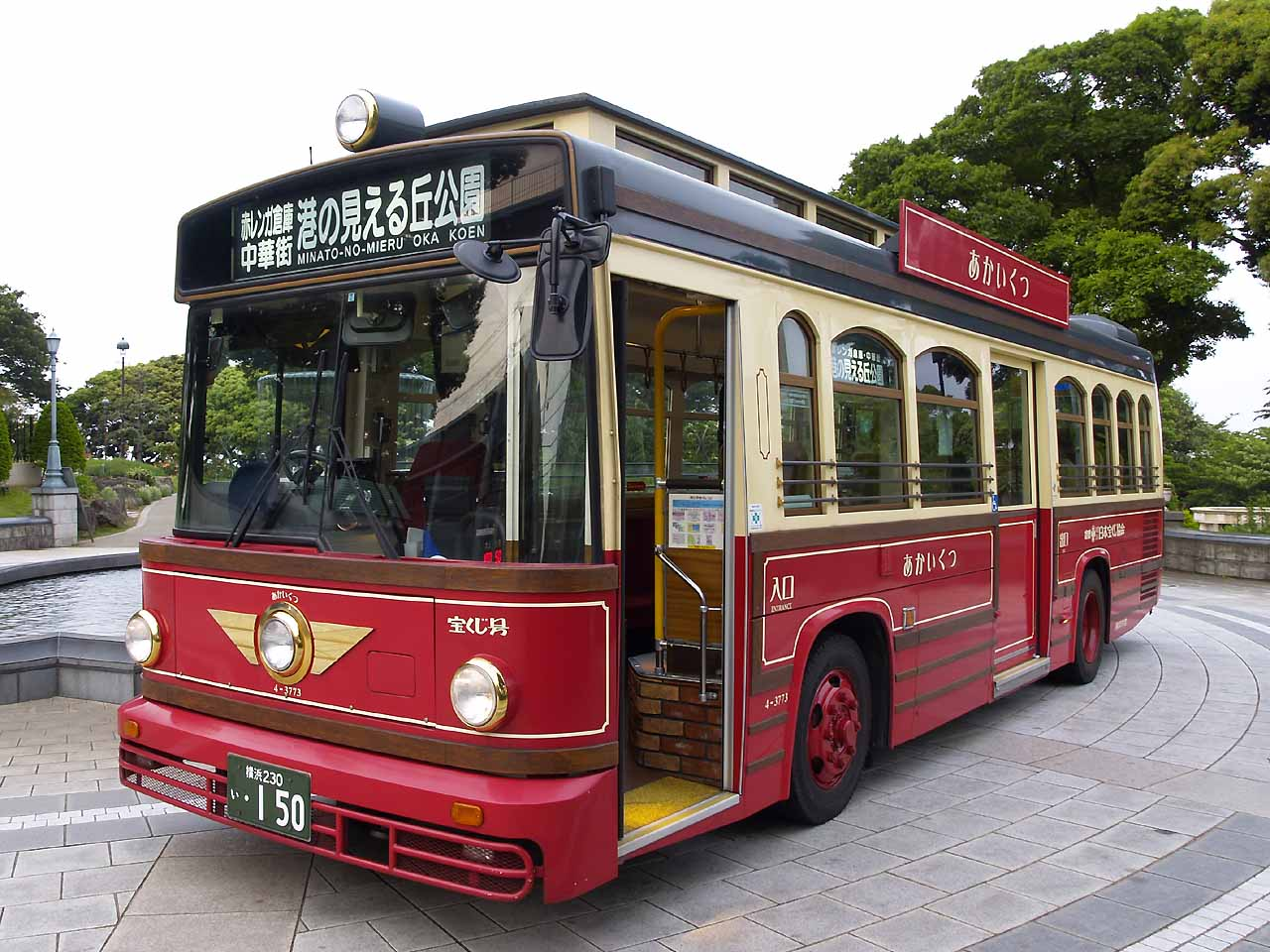
本牧営業所が運行する「あかいくつ」専用車両

横浜市営バス本牧営業所（よこはましえいバスほんもくえいぎょうしょ）は、神奈川県横浜市中区本牧元町に位置する横浜市営バスの営業所。最寄りバス停留所は「本牧車庫前」。

営業所のある本牧地区から、横浜駅周辺および横浜市中心部にかけてを主な運行エリアとする。横浜市中心部の中区にありながら、横浜市電廃止後は鉄道空白地帯となっている本牧地区の路線を担当し、地域住民にとって重要な生活の足を提供している。

## 沿革
- 1969年（昭和44年）6月23日：横浜市営バス磯子営業所の出張所として詰所を昇格。
- 1970年（昭和45年）6月30日：105・106系統を新設[1]。
- 1971年（昭和46年）3月21日：横浜市電の廃止代替路線として103系統を新設[1]。
- 1973年（昭和48年）5月12日：営業所に昇格。
- 1990年（平成2年）
  - 2月15日：125系統を新設[1]。
  - 7月21日：140系統を新設[1]。
- 1991年（平成3年）7月29日：141系統を新設[1]。
- 1994年（平成6年）10月17日：134系統を新設[1]。
- 1999年（平成11年）9月10日：140系統を廃止。
- 2001年（平成13年）4月28日：162系統（みなとみらい100円バス横浜駅ルート）運行開始[1][2]。
- 2002年（平成14年）
  - 2月1日：141系統（ポートサイド - 横浜駅）を廃止、桜木町駅 - パシフィコ横浜を142系統に変更[3]。
  - 3月18日：134系統の経路変更実施により「見晴交番」停留所新設[4]。
  - 5月13日：105系統の間門発着便を間門経由本牧車庫前発着に変更[5]。
  - 6月1日：164系統（みなとみらい100円バス山下公園ルート）運行開始[1][6]。
- 2004年（平成16年）
  - 2月1日：横浜高速鉄道みなとみらい線開業に伴う改編により[7]、141・142系統・26系統（県庁前経由）・105系統（間門経由）を廃止[7]。127系統を新設[1]。
  - 3月28日：164系統（みなとみらい100円バス山下公園ルート）廃止[8]。
- 2005年（平成17年）
  - 2月28日：浅間町営業所より20系統を移管。
  - 3月28日：271系統（観光スポット周遊バス「あかいくつ」）運行開始[1]。
- 2007年（平成19年）
  - 3月19日：101系統を滝頭営業所へ移管。
  - 4月1日：126・127系統を廃止[9]。103系統を滝頭・鶴見営業所へ移管。134系統をフジエクスプレスへ移管[9]。
  - 10月29日：222系統開通[1]。
  - 12月23日：PASMO導入[10]。
- 2008年（平成20年）
  - 2月9日：103・109系統を鶴見営業所より移管。103系統の本牧担当便が復活。
  - 10月27日：222系統の経路変更実施により「緑ヶ丘高校前」停留所新設[11]。
  - 11月10日：271系統（観光スポット周遊バス「あかいくつ」）で経路・運行方式変更[12]。15日から土休日に限り、午前中から夕方にかけて増便[12]。
- 2009年（平成21年）
  - 4月28日：271系統（観光スポット周遊バス「あかいくつ」）で、横浜開港150周年・開国博Y150開催期間限定で、桜木町駅 - 赤レンガ倉庫（直行便）が運行[13]。
  - 9月28日：271系統（桜木町駅 - 赤レンガ倉庫）の直行便が廃止[13]。
- 2010年（平成22年）
  - 10月4日：109系統が経路変更により一般道経由となる[14]。これにより、横浜市営バスにおいて自動車専用道路経由便が全廃となる[14][15]。
  - 11月1日：328系統（105系統の急行便）新設[1]。
- 2013年（平成25年）3月30日：20系統（山手駅 - 桜木町駅）路線延伸[16]。109系統に「大黒税関正門前」停留所新設[17][出典無効]。
- 2015年（平成27年）4月1日：105系統の深夜バスを除き、間門経由を廃止[18]。
- 2016年（平成28年）10月1日：280系統（ぶらり三渓園BUS）を新設[1]。
- 2019年（令和元年） 
  - 9月9日 - 台風15号の影響により、26系統のD突堤入口 - 横浜港シンボルタワー間の運行を休止[19]。
  - 10月1日 - 以下の内容でダイヤ改正を実施[20]。
    - 26系統の運行休止区間を港湾カレッジ前 - 横浜港シンボルタワー間に縮小[19]。
    - 26系統の「港湾カレッジ前」「本牧TOC」発着を新設[20]。
    - 347系統を26系統に改称[20]。
    - 26・347系統において港湾カレッジ前発着が主体となるダイヤ改正を実施[20]。

  - 11月5日 - 26系統の港湾ガレッジ前 - 横浜港シンボルタワー間の運行を正式に休止[21][22]。334系統を廃止[21]。
- 2020年（令和2年）
  - 3月14日 - 26系統の海づり桟橋・シンボルタワー発着の運行を再開[23]。
  - 7月23日 - 271系統（観光スポット周遊バス「あかいくつ」）の経路を統合[24]。また、280系統（ぶらり三渓園BUS）の経由・停車地を変更[24]。
- 2022年（令和4年）4月1日 - 58系統を桜木町駅前まで短縮[25]。148系統を廃止[25]。168系統を新設[25]。
- 2024年（令和6年）
  - 4月1日 - 深夜バスを廃止[26]。
  - 10月1日 - 乗務員不足のため一部にてダイヤ改正を実施[27]。106系統の日中時間帯の運行区間の変更を実施[28]。109系統「大黒海づり公園」バス停留所の移設を実施[29]。341系統を新設[28]。

## 現行路線

### 8・168系統
| No.  | 運行区間 |
| ---- | --- |
| 8A   | 横浜駅前 - 桜木町駅前 - 中華街入口 - 山下ふ頭入口 - 小港橋 - 本牧原 - 本牧大里町 - 本牧市民公園前 - 本牧車庫前             |
| 8B   | 横浜駅前 - 桜木町駅前 - 中華街入口 - 山下ふ頭入口 - 小港橋 - 和田山口 - 本牧大里町 - 本牧車庫前                            |
| 8C   | 本牧 → 本牧大里町 → 和田山口 → 小港橋 → 山下ふ頭入口 → 中華街入口 → 桜木町駅前 → 横浜駅前                                  |
| 8E   | 桜木町駅前 → 中華街入口 → 山下ふ頭入口 → 小港橋 → 和田山口 → 本牧大里町 → 本牧車庫前                                       |
| 168A | 本牧 → 本牧大里町 → 和田山口 → 小港橋 → 山下ふ頭入口 → 中華街入口 → 横浜市役所北プラザ → ぴあアリーナＭＭ → 横浜駅前       |
| 168B | 横浜駅前 → ぴあアリーナＭＭ → 横浜市役所北プラザ → 中華街入口 → 山下ふ頭入口 → 小港橋 → 和田山口 → 本牧大里町 → 本牧車庫前 |

横浜駅と本牧地区を中華街・小港橋経由で運行する路線群。8系統は磯子営業所と共管、168系統は本牧営業所が単独で担当している。
横浜駅を発着するバス路線としては数少ない三渓園へのアクセス路線であり（土休日のみ「ぶらりSバス」が横浜駅から三渓園へアクセスする）、桜の季節など三渓園への来園者数が増加する時期には混雑することがある。
本牧車庫発着便については、道路の関係で本牧大里町 - 本牧原間を往路と復路で異なる経路となる。
- 横浜駅方面：本牧大里町 → 多聞院 → 吾妻神社 → 本牧原南公園 → 本牧原 → (至 横浜駅)
- 本牧車庫方面：本牧原 → 本牧 → 桜道 → 三溪園入口 → 本牧大里町 → (至 本牧車庫)

三渓園へのアクセス路線にもかかわらず、本牧車庫 → 横浜駅の8系統は三渓園に近いバス停「三渓園入口」を経由せず運行される。そのため一部便は、三渓園からのアクセスを向上させるため本牧始発で運行され、以下のような経路で運行される。
- (本牧始発) 横浜駅方面：本牧 → 桜道 → 三溪園入口 → 本牧大里町 → 多聞院 → 吾妻神社 → 本牧原南公園 → 本牧原 → (至 横浜駅)

なお、末端区間で同様の経路をとる106系統についても、かつては一部便が本牧始発で運行されていた。
168系統は2022年4月1日のダイヤ改正で148系統を置き換える形で運行を開始した。横浜駅前 - 本町4丁目間はかつて運行されていた125系統と同経路でみなとみらい大通り経由で運行される。本町4丁目以南は8系統と同経路で本牧車庫前へ向かう。なお、桜木町駅前ターミナルへは乗り入れない。
2024年4月1日をもって深夜バス363系統は廃止された。

### 20系統
| No. | 運行区間                                                                              |
| --- | ------------------------------------------------------------------------------------- |
| 20A | 山手駅前 - 港の見える丘公園 - 元町入口 - 中華街入口 - 日本大通り駅県庁前 - 桜木町駅前 |
| 20B | 山手駅前 - 港の見える丘公園 - 元町入口 - 中華街入口 - 横浜人形の家前 - 山下ふ頭       |
| 20F | 山手駅前 - 港の見える丘公園 - 元町入口                                                |

元は浅間町営業所が横浜駅 - 山手駅循環として運行していたが、横浜高速鉄道みなとみらい線開業の影響により、翌年の2005年2月28日に運行区間を変更して山下ふ頭発着となり、本牧営業所へ移管された。2013年3月30日の改編前は往路のうち、山手駅 → 山下ふ頭行きは平日の夜間運休、平日夜間および土曜・日祭日は全て山下ふ頭入口行きで運転。復路については、曜日に関係なく山下ふ頭発山手駅行きで運転されていた。
しかし多額の赤字を計上していた為、2013年3月30日より減便した上で、地元住民から要望されていた山手駅前 - 桜木町駅前に延長、山手駅前 - 山下ふ頭便は平日のみの運行に変更した。延長区間は元の20系統のうち中華街入口 - 桜木町駅前が事実上復活する形となる。同時に停留所名の改称があり、「神奈川自治会館」は「芸術劇場・NHK前」、「山下ふ頭入口」のうち20・26系統の停車停留所は「横浜人形の家前」に改称された。
港の見える丘公園 - 上野町 - 山手駅間に狭隘路や急坂が存在し、浅間町営業所時代は大型車を使用していたが、本牧営業所に移管後は中型車または小型車を使用している。また、上野町 - 山手駅間は一方通行路を走行する。そのため、山手駅方面は鉄砲場通りと呼ばれる直線道路を、上野町方面はぐねぐねとした裏通りを走行するが、両方面とも停留所名は同じである。
2017年3月25日より、早朝の山手駅行便と夜間の山手駅発便を元町入口発着に短縮して運行されている。

### 26系統
| No. | 運行区間 |
| --- | --- |
| 26B | 横浜駅前 - 桜木町駅前 - 山下公園前 - 横浜人形の家前 - みなと赤十字病院入口 - 小港橋 - 本牧ふ頭入口 - 横浜本牧駅 - 本牧車庫前           |
| 26C | 横浜駅前 - 桜木町駅前 - 山下公園前 - 横浜人形の家前 - みなと赤十字病院入口 - 小港橋 - 本牧ふ頭入口 - 海づり桟橋 - 横浜港シンボルタワー |
| 26D | 横浜駅前 - 桜木町駅前 - 山下公園前 - 横浜人形の家前 - みなと赤十字病院入口 - 小港橋 - 本牧ふ頭入口 - 海づり桟橋                        |
| 26F | 横浜駅前 → 桜木町駅前 → 山下公園前 → 横浜人形の家前 → みなと赤十字病院入口 → 小港橋 → 本牧ふ頭入口 → 本牧ポートハイツ                  |
| 26K | 横浜駅前 - 桜木町駅前 - 山下公園前 - 横浜人形の家前 - みなと赤十字病院入口 - 小港橋 - 本牧ふ頭入口 - 本牧TOC                           |
| 26L | 横浜駅前 - 桜木町駅前 - 山下公園前 - 横浜人形の家前 - みなと赤十字病院入口 - 小港橋 - 本牧ふ頭入口 - 港湾カレッジ前                    |
| 26M | [急行] 本牧車庫前 → 横浜本牧駅 → 本牧ふ頭入口 → 小港橋 → みなと赤十字病院入口 → 横浜人形の家前 → 山下公園前 → 桜木町駅 → 横浜駅前      |
| 26N | [急行] 海づり桟橋 → 本牧ふ頭入口 → 小港橋 → みなと赤十字病院入口 → 横浜人形の家前 → 山下公園前 → 桜木町駅 → 横浜駅前                   |
| 26O | [急行] 本牧TOC → 本牧ふ頭入口 → 小港橋 → みなと赤十字病院入口 → 横浜人形の家前 → 山下公園前 → 桜木町駅 → 横浜駅前                      |
| 26P | [急行] 港湾カレッジ前 → 本牧ふ頭入口 → 小港橋 → みなと赤十字病院入口 → 横浜人形の家前 → 山下公園前 → 桜木町駅 → 横浜駅前               |

浅間町営業所と共管。横浜駅・桜木町駅と新山下・本牧ふ頭地区を結ぶ路線。馬車道駅前 - 山下橋間では8系統などとは異なり山下公園前を経由して運行される。
メインは横浜駅 - 港湾カレッジ前であるが、一部は海づり桟橋発着、横浜港シンボルタワーが営業している時間帯は横浜港シンボルタワー発着便が運行（休館日は海づり桟橋行に変更）されている。また、僅かながら本牧車庫発着の便が運行されている。
2004年1月までは土休日のみ山下公園付近の渋滞を避けるために中華街入口経由で運行を行っていたが、同年2月1日のみなとみらい線開業のため、全日山下公園前経由で運行されるようになった。なお、現在でも山下公園付近で行われるイベントやマラソン等で中華街入口経由に経路が変更されることがある。
2006年8月31日、利用客減少を理由にD突堤入口 - 海づり桟橋 - 横浜港シンボルタワー間の区間退出意向が神奈川県生活交通確保対策地域協議会に提出された。その後、横浜市生活交通バス路線維持制度対象路線となるが、「現事業者（交通局）が運行を継続する方が有利な路線」として運行事業者を公募せず、2007年以降も引き続き市営バスが運行している。
2017年3月25日のダイヤ改正により横浜駅前発本牧市民公園経由便が廃止され、本牧車庫前行きは平日の朝1本のみに大幅に減便された。また、平日朝の横浜駅方面の26系統は急行便化され347系統として運行されている。急行区間は桜木町駅前 → 横浜駅改札口前間のみとなっており、それ以外の区間は全ての停留所に停車する。
2019年10月1日、港湾カレッジ前発着を主体とするダイヤ改正が実施され、「港湾カレッジ前」「本牧TOC」発着便が新設された。また、347系統を26系統に改称した。また、区間便新設と引き換えに「海づり桟橋」「横浜港シンボルタワー」発着便は大幅に減便される事となった。2019年9月9日より、台風の影響で港湾ガレッジ前 - 横浜港シンボルタワー間が運行休止となっていたが、同年11月5日のダイヤ改正で運行が正式に休止されることとなった。2020年3月14日より海づり桟橋・シンボルタワー発着の運行が再開されることとなった。

### 37・49系統
臨時営業路線を参照。

### 54・97系統
| No. | 運行区間 |
| --- | --- |
| 54D | 根岸駅前 - 本牧市民公園前 - 本牧車庫前 |
| 54E | [急行] 根岸駅前 - 本牧市民公園前 - 三菱本牧工場前 - 日産本牧専用埠頭                                                                                |
| 54F | [急行] 根岸駅前 → 本牧市民公園前 → 三菱本牧工場前 → 日産本牧専用埠頭 → 本牧ふ頭入口 → 横浜本牧駅 → 本牧車庫前                                       |
| 54O | [急行] 根岸駅前 → 本牧市民公園前 → 三菱本牧工場前 → 日産本牧専用埠頭 → 本牧ふ頭入口 → 横浜本牧駅 → 本牧市民公園前 → 根岸駅前                        |
| 97A | [急行] 根岸駅前 - 本牧市民公園前 - 中小企業団地 - 北通り                                                                                            |
| 97C | 根岸駅前 → 本牧市民公園前 → 横浜本牧駅 → 本牧ポートハイツ前 → 日産本牧専用埠頭 → 中小企業団地 → 本牧市民公園前 → 根岸駅前                           |
| 97D | 根岸駅前 → 本牧市民公園前 → 中小企業団地 → 日産本牧専用埠頭 → 本牧ポートハイツ前 → 横浜本牧駅 → 本牧市民公園前 → 根岸駅前                           |
| 97H | 根岸駅前 → 本牧市民公園前 → 本牧車庫前 → 中小企業団地 → 日産本牧専用埠頭 → 本牧ポートハイツ前 → 本牧車庫前 → 横浜本牧駅 → 本牧市民公園前 → 根岸駅前 |

根岸駅前と本牧車庫前を結ぶ路線（54D）がメインである。急行は根岸駅前 - 立野高校入口間が無停車（朝の立野高校入口 → 根岸駅前間を除く）で、往路が朝、復路が夕方のみ運行され、一部は日産工場発着。97系統は急行運転のみだったが、1997年の改正で循環線が54系統から分離され、当系統に組み込まれた。2007年4月1日より、午前は中小企業団地先回り、午後は横浜本牧駅先回りの循環線が新設された。
2006年8月31日、利用客減少を理由にD突堤入口 - 海づり桟橋間の区間退出意向が、神奈川県生活交通確保対策地域協議会に提出された。その後、横浜市生活交通バス路線維持制度対象路線となるが、当区間は26系統に統合することとなったため、この区間の54系統の運行は2007年4月1日に廃止された。また、急行系統に根岸駅前 → 日産工場 → 横浜本牧駅 → 根岸駅前線が新設され、各停系統は根岸駅前 - 本牧市民公園前 - 日産工場 - D突堤入口、根岸駅 - 本牧車庫前に変更された。その後2010年7月30日をもってD突堤入口発着便が廃止された。根岸駅 - D突堤入口線はD突堤入口での折返しが出来ないため、廃止区間の海づり桟橋まで回送して折り返していた。
2018年3月24日、97系統のうち根岸駅前の発車時刻が10:00から15:59までに限り、本牧車庫前経由にルート変更した。
2021年10月1日、停留所名を「日産工場前」から「日産本牧専用埠頭」へ変更した。

### 58系統
| No. | 運行区間 |
| --- | --- |
| 58B | 桜木町駅前 - 中華街入口 - 山下ふ頭入口 - 小港橋 - 本牧原 - 間門 - 根岸駅前 - 八幡橋 - 磯子駅前 - 磯子車庫前 |
| 58C | 小港橋 - 本牧原 - 間門 - 根岸駅前 - 八幡橋 - 磯子駅前 - 磯子車庫前                                          |

桜木町駅前から中華街・本牧地区を経て磯子駅・磯子車庫方面へ向かう路線。桜木町駅前 - 本牧原までは8系統と同一経路を通る。ほぼ全便が磯子車庫前 - 桜木町駅前を通して運行されているが、一部便は小港橋を始終着地とする区間便となっている。かつては58系統の雨の日臨時便として334系統があった。最末期は前日の降水確率（横浜地方気象台前日17時発表の神奈川県東部地区6 - 12時の降水確率）が70%以上の場合、小港橋発山下町行の便のみ運行していた。2019年11月5日のダイヤ改正で廃止された。また、2022年4月1日のダイヤ改正で横浜駅前発着が廃止となり、桜木町駅前行に短縮された。磯子営業所と共管であるが、334系統は本牧営業所単独での担当となっていた。この他にみなと赤十字病院経由・発着便があるが、現在は磯子営業所側で担当している。

### 91系統
| No. | 運行区間                                                     |
| --- | ------------------------------------------------------------ |
| 91A | [急行] 修繕工場 → 三菱本牧工場前 → 本牧市民公園前 → 根岸駅前 |
| 91B | [急行] 根岸駅前 - 本牧市民公園前 - 三菱本牧工場前            |

往路は朝、復路は夕のみ運転される。以前は往路も修繕工場着だったが、2004年に三菱本牧工場まで短縮された。修繕工場 → 三菱本牧工場は工場敷地内を走行するため、関係者専用となる。

### 103系統
| No.  | 運行区間                                                                          |
| ---- | --------------------------------------------------------------------------------- |
| 103A | 横浜駅前 - 戸部駅前 - 日の出町1丁目 - 山元町 - 旭台 - 本牧市民公園前 - 本牧車庫前 |
| 103B | 横浜駅前 - 戸部駅前 - 日の出町1丁目 - 山元町 - 旭台 - 根岸台                      |
| 103D | 横浜駅前 - 戸部駅前 - 日の出町1丁目 - 山元町 - 旭台 - 根岸駅前                    |

103系統は横浜駅東口と根岸台間を横浜駅根岸道路経由で運行する幹線系統である。横浜市電3系統の代替路線であり、アップダウンのある野毛地区・根岸地区や旧市街地を貫いて運行しているため終日運行便数・利用が多い。横浜駅前 - 根岸台がメインの運行となっているが、一部便は入出庫便として本牧車庫前・根岸駅発着で運行される。
根岸台発着便に関しては滝頭営業所と共管であるが、根岸駅を発着する便は滝頭営業所の出入庫便であるため、本営業所は担当していなかったが、2021年7月11日より根岸駅発着便でも出入庫するようになった。

### 105・328系統
| No.  | 運行区間                                                                                            |
| ---- | --------------------------------------------------------------------------------------------------- |
| 105A | 横浜駅前 - 桜木町駅前 - 地下鉄関内駅 - 元町 - 和田山口 - 大鳥中学校前 - 本牧市民公園前 - 本牧車庫前 |
| 105B | 横浜駅前 - 桜木町駅前 - 地下鉄関内駅 - 元町 - 和田山口 - 大鳥中学校前 - 本牧車庫前                  |
| 105F | 地下鉄関内駅 - 元町 - 和田山口 - 大鳥中学校前 - 本牧車庫                                            |
| 105H | 小港 → 元町 → 地下鉄関内駅 → 桜木町駅前 → 横浜駅前                                                  |
| 328A | [急行] 本牧車庫前 → 大鳥中学校前 → 和田山口 → 元町 → 地下鉄関内駅 → 桜木町駅前 → 横浜駅前           |

市電2系統を継承した本牧営業所の主要路線。浅間町営業所と共同運行。元町 - 麦田町間は旧・市電専用トンネルを抜ける。
以前は市庁前（現「港町」停留所）止まりや本牧原発も設定されていた。現在はメインが横浜駅前 - 本牧車庫前の運行であるが、一部で地下鉄関内駅発着の便も存在する。また、小港発横浜駅前行が平日朝の初便1本のみ設定されている。終日本数が多く設定され、現在は日中、毎時5 - 7本程度の運行本数である。本牧市民公園前経由便は日中を中心に設定がある。
2010年11月1日から本牧車庫前発の平日朝2便のみ急行運転する328系統が新設された。ただし、148系統とは異なり横浜駅前発の急行運転はない。
2015年3月31日までは、深夜バス以外でも間門経由便が運行されていた。これは2002年5月13日に、間門発着便を回送運転していた間門 - 本牧車庫前を営業運転をする形で延長されたものだが、2004年2月1日のみなとみらい線開業に伴う改正により127系統に置き換える形で一度廃止され、その後127系統の廃止に伴い 2007年4月1日に復活、運行は日中以降に毎時1本程度であった。しかし「本牧原 - 間門 - 本牧車庫前」間の利用人員が非常に少なく、2015年4月1日をもって深夜バスを除き廃止された。2024年4月1日をもって深夜バスも廃止された。

### 106系統
| No.  | 運行区間 |
| ---- | --- |
| 106A | 境木中学校前 - 元町橋交番前 - 保土ケ谷駅東口 - 西区総合庁舎入口 - 戸部駅前 - 花咲橋 - 桜木町駅前 - 地下鉄関内駅 - 元町 - 和田山口 - 本牧市民公園前 - 本牧車庫前 |
| 106B | 境木中学校前 - 元町橋交番前 - 保土ケ谷駅東口 - 西区総合庁舎入口 - 戸部駅前 - 花咲橋 - 桜木町駅前 - 地下鉄関内駅 - 元町 - 和田山口 - 本牧車庫前                  |
| 106F | 横浜駅前 → 花咲橋 → 桜木町駅前 → 地下鉄関内駅 → 元町 → 和田山口 → 本牧市民公園前→ 本牧車庫前                                                                    |

市電4系統を継承した路線で、中区の本牧地域から戸塚区にある境木中学校を結ぶ長距離路線。浅間町営業所と共同運行。105系統と同様に元町 - 麦田町間は旧・市電専用トンネルを走行する。
一部便は本牧市民公園前経由で運行される。保土ケ谷駅東口発着便も設定されているが、こちらは浅間町営業所のみの運行となっている。8系統と同じく本牧大里町 - 本牧原間が往復路で経路が異なる。また、大雪により権太坂上 - 境木中学校前間の運行が困難となった場合、権太坂上から先の国道1号沿いにある「平和台折返場」発着となる。
かつては、平日早朝の本牧車庫行きに、浅間町車庫を回送で出庫し、保土ケ谷町2丁目交差点を右折して旧東海道に入り、元町ガード交差点を左折し、元町橋交番前交差点を左折して元町橋交番前始発で本牧車庫前へと向かう便が存在したが、現在は境木中学校始発に変更されている。
2020年11月のダイヤ改正により、平日限定で運転されていた本牧始発境木中学校行き（本牧車庫を回送で出庫し本牧から営業）の便が廃止された。当該停留所付近は往路と復路で経路が異なり、通常の本牧車庫発境木中学校方面行きの便は本牧停留所を経由しないため、本牧停留所から桜木町・保土ケ谷方面へ向かう乗客の利便性を確保するために運行されていた。
2024年10月1日のダイヤ改正で日中の時間帯のみ横浜駅前発が新設されたがこちらは本牧単独管理となっている。その他に桜木町駅前（市役所口）着があるが、こちらは浅間町単独管理となっている。詳しくは横浜市営バス浅間町営業所#106系統を参照。

### 109系統
| No.  | 運行区間 | 運行時間帯   |
| ---- | --- | ------------ |
| 109A | [急行] 横浜駅前 → 横浜市役所北プラザ → 山下ふ頭入口 → L8バース → スカイウォーク前 | 平土朝運行   |
| 109B | [急行] 横浜駅前 → 横浜市役所北プラザ → 山下ふ頭入口 → 流通センター → 大黒海づり公園 | 平土朝運行   |
| 109C | [急行] スカイウォーク前 → 山下ふ頭入口 → 横浜市役所北プラザ → 横浜駅前 | 全日朝運行   |
| 109D | [急行] 大黒海づり公園 → 山下ふ頭入口 → 横浜市役所北プラザ → 横浜駅前 | 平土朝運行   |
| 109E | [急行] スカイウォーク前 → L8バース → 山下ふ頭入口 → 横浜市役所北プラザ → 横浜駅前 | 平日夕運行   |
| 109H | [急行] 横浜駅前 → 横浜市役所北プラザ → 山下ふ頭入口 → 大黒海づり公園 | 平日夕運行   |
| 109I | [急行] スカイウォーク前 → L8バース → 流通センター → 大黒海づり公園 → 山下ふ頭入口 → 横浜市役所北プラザ → 横浜駅前                                                                                       | 土曜夕運行   |
| 109J | [急行] 横浜駅前 → 横浜市役所北プラザ → 山下ふ頭入口 → 流通センター → 大黒海づり公園 → スカイウォーク前                                                                                                  | 休日朝運行   |
| 109K | [急行] スカイウォーク前 → 流通センター → 大黒海づり公園 → 山下ふ頭入口 → 横浜市役所北プラザ → 横浜駅前                                                                                                  | 休日夕運行   |
| 109l | [急行] スカイウォーク前 → L8バース → 流通センター → 大黒海づり公園 → 山下ふ頭入口 → 横浜市役所北プラザ → 横浜駅前                                                                                       | 土曜夕運行   |
| 109P | [急行] 大黒海づり公園 → 流通センター → 山下ふ頭入口 → 横浜市役所北プラザ → 横浜駅前 | 平日夕運行   |
| 109U | [急行] 横浜駅前 → 横浜市役所北プラザ → 山下ふ頭入口 → スカイウォーク前 | 全日夕運行   |
| 109X | 横浜駅前 → ぴあアリーナMM → 横浜市役所北プラザ → 中華街入口 → 山下ふ頭入口 → L8バース → 流通センター → 大黒海づり公園 → スカイウォーク前 → 山下ふ頭入口 → 横浜市役所北プラザ → ぴあアリーナMM →横浜駅前 | 平土日中運行 |
| 109Z | 横浜駅前 → ぴあアリーナMM → 横浜市役所北プラザ → 中華街入口 → 山下ふ頭入口 → 流通センター → 大黒海づり公園 → スカイウォーク前 → 山下ふ頭入口 → 横浜市役所北プラザ → ぴあアリーナMM →横浜駅前            | 休日日中運行 |

1989年に横浜ベイブリッジの開通と同時に新設された路線。以前は首都高速道路（横羽線・湾岸線）を通るため、シートベルト付き車両が専属で充当されていた。運行開始当初の経路は以下のとおり。
- 横浜駅東口 - 桜木町駅 - 本町4丁目 - 県庁前 - 中華街入口 - スカイウォーク前

運行開始当初はベイブリッジブームもあり乗客が非常に多かったが、ブームが去るにつれて乗客数が減少したため、大黒ふ頭と横浜中心部を結ぶ通勤路線として路線性格の変更が行われ、大黒ふ頭内を経由する運用が誕生した。かつては桜木町駅前 - スカイウォークを中心に運転されていたが、2007年に桜木町駅前発着便が廃止されたことにより観光路線としての性格は完全に失われ、通勤路線として生まれ変わった。
また、特例を除いて首都高速道路での立席運行ができなくなったため、2010年10月4日より一般道経由へ経路変更、ベイブリッジでは下層部（国道357号）を通ることとなった。これに伴い、横浜駅前の発着が西口20・21番のりばから東口14番のりばに変更となり、日中の運転も一部復活した。横浜駅 - 桜木町駅のルートはかつて125系統が運行していたみなとみらい大通を経由している。
2021年4月1日のダイヤ改正では各停便・急行便の経路が統一され、「日本丸メモリアルパーク」「横浜市役所北プラザ」停留所を新設し、桜木町駅前は経由しなくなった。日本丸メモリアルパークは各停便のみの停車、横浜市役所北プラザは全便が停車する。日本丸メモリアルパーク停留所は桜木町駅ロータリーに入らなくなるための代替停留所で動く歩道とみなとみらい大通りの交点に設置された停留所であるが、停留所自体は2021年3月に行われたみなとループバス実験運行で一時的に使用されたことがある。横浜市役所北プラザ停留所は横浜市役所前停留所とは市役所を挟んで反対側のみなとみらい大通り上に位置する。
各停として運行される日中の2便を除き、横浜駅前 - 山下ふ頭入口は横浜市役所北プラザを除き無停車となる（同じく急行運転する148系統などが停車する中華街入口・山下町も通過）。山下ふ頭入口 - 大黒ふ頭内のベイブリッジを走行する区間は距離が長いが途中に停留所が設置されていないため、各停便を含め無停車で運行する。
2021年10月1日からは、リムジン型車両を使用した首都高速道路経由の特急便が新設された。109系統は本牧営業所が担当しているが、特急便に限っては滝頭営業所が担当している（横浜市営バス滝頭営業所#109系統を参照）。
2006年8月31日、神奈川県生活交通地域協議会へ一部路線の退出意向が出されたが、横浜市生活交通バス路線維持制度の適用を受けて路線譲渡までは暫定運行されることとなった。2006年末に横浜市生活交通バス路線の運行事業者が決定したが、当系統に応募した事業者はなく、横浜市交通局と運行条件等に関して協議を進めて市営バスとして現在でも運行を続けている。
国道357号が気象や事故、イベント開催の影響で通行できない場合は、国道15号・大黒大橋経由（途中停留所は無停車）で運行される。

### 123系統
| No.  | 運行区間 |
| ---- | --- |
| 123E | [急行]本牧ポートハイツ前 → 本牧ふ頭入口 → 船員センター前 → 小港橋 → みなと赤十字病院入口 → 見晴橋 → 山下町 → 横浜市役所北プラザ → 日本丸メモリアルパーク → ぴあアリーナMM → 横浜駅改札口前 → 横浜駅前                                |
| 123F | [急行]横浜駅前 → 日本丸メモリアルパーク → 横浜市役所北プラザ → 山下町 → 見晴橋 → みなと赤十字病院入口 → 小港橋 → 船員センター前 → 本牧ふ頭入口 → 本牧ポートハイツ前 → 日産本牧専用埠頭                                               |
| 123G | [急行]第１通用門 → 正門 → 日産本牧専用埠頭 → 三井物産前 → 三菱本牧工場前 → かもめ町第二 → 小港橋 → みなと赤十字病院入口 → 見晴橋 → 山下町 → 横浜市役所北プラザ → 日本丸メモリアルパーク → ぴあアリーナMM → 横浜駅改札口前 → 横浜駅前 |

- 2021年10月1日： 開設。当初は滝頭営業所が所管していた。

- 2022年10月1日： 本牧営業所に移管

横浜駅から本牧の工業地帯へ向かう路線。平日朝夕のみ運行される。123系統（G）では通用門および正門の両停留所は日産本牧埠頭の中に存在するため、関係者以外の利用はできない。
かつて夕方の便は233系統を名乗っていたが、2022年10月1日のダイヤ改正で123系統に統合され、233系統は廃止となった。

### 222系統
| No.  | 運行区間 |
| ---- | --- |
| 222I | 山手駅前 → 上野町 → ガス山通入口 → 本郷町三丁目 → 本牧緑ヶ丘 → 本牧和田 → 本牧緑ヶ丘 → 本郷町三丁目 → ガス山通入口 → 上野町 → 山手駅前 |
| 222J | 山手駅前 → 上野町 → ガス山通入口 → 本郷町三丁目 → 本牧緑ヶ丘 → 本牧和田 → 和田山口 → 大鳥入口 → ガス山通入口 → 上野町 → 山手駅前       |
| 222K | 山手駅前 → 上野町 → ガス山通入口 → 大鳥入口 → 和田山口 → 本牧和田 → 本牧緑ヶ丘 → 本郷町三丁目 → ガス山通入口 → 上野町 → 山手駅前       |
| 222L | 山手駅前 - 上野町 - ガス山通入口 - 本郷町三丁目 - 本牧緑ヶ丘 - 本牧和田                                                                |

路線沿革
- 2007年10月29日：山手駅前 - 本牧和田 - 山手駅前を暫定経路で開通[1]。
- 2008年10月27日：本牧満坂地区を通り抜ける経路から緑ヶ丘高校南西を通る経路へ変更[11]。これに伴い「本牧緑ヶ丘 - 町内会館前」間に「緑ヶ丘高校前」停留所を新設[11]。
- 2013年4月1日：平日朝ラッシュの一部時間帯に増便される（15分間隔→12分間隔）。
- 2015年4月1日：平日日中の和田山口循環が増便される（25分間隔→20分間隔）。

地元住民の要望により、2007年10月29日に新設された。始発・終車を除く全線が循環線で、山手駅東側の丘陵地帯である本牧満坂（ほんもくまんざか）・本牧緑ヶ丘地区を走行する。超狭隘路を走行するため、小型バスの日野・ポンチョが専属で使用される。
運行開始前日の2007年10月28日に、中本牧コミュニティハウスにて開通式と試乗会が開催された。この試乗会当日のみ中本牧コミュニティハウス前の道路を走行し、ガス山通入口を左折して進入した（通常は右折または直進のみ）。また、中本牧コミュニティハウス前までの送り込みは本牧通りから休日急患診療所入口交差点を左折して行われた。
平日は朝が12 - 20分、日中25分、夕方以降は20 - 25分間隔。土曜・休日は毎時20～25分間隔でそれぞれ運行されるが、日中は外回りと内回りで交互に運行されるため「本郷町三丁目 - 本牧中台」間の片方向は平日は50分、土曜・休日は40分間隔となる。平日朝の一部便は横浜雙葉学園の通学にも利用されるため多少混雑する。
メインとなる本牧和田循環線は「町内会館前」を出てアメリカ坂を下ると右折し、本牧和田消防出張所を左折し本牧通りに出る。再びアメリカ坂方向へ左折し「本牧和田」停留所に到着、山手駅方面へ戻る。日中の和田山口循環はイオン本牧店などでの買い物客を見込んだルートとなっており、「和田山口」先回りと「本牧緑ヶ丘」先回りの両路線が交互に運行される。また「ガス山通入口 - 大鳥入口 - 和田山口 - 本牧和田」間は日中のみの運行である。
本牧地域は鉄道空白地帯かつ丘陵地帯も多いことから、この路線の開設は何年も前から求められていた。しかし経路途中の本牧緑ヶ丘周辺から山手駅へはバスと徒歩では時間があまり変わらないことや、日中の和田山口循環は人通りの少ない裏道を走行するなどの理由で赤字が続いている。また、山手駅発の終車も前の発車時間から約50分後と大きく間隔が開いていたり、電車の到着時間もあまり考慮されておらず利用客は少ない。
暫定経路
運行開始から2008年10月26日までは、緑ヶ丘高校南西の道路拡幅工事の関係で「本牧緑ヶ丘 - 町内会館前」間を以下のとおり走行していた。
- 平日：「本牧緑ヶ丘」を出ると左折、直進し本牧満坂地区の中央通りを走行して「町内会館前」へ。
- 休日：「本牧緑ヶ丘」を出ると左折。次に右折し緑ヶ丘高校の脇を通り抜け「町内会館前」へ。

休日のみ安全のため住宅地中心部を避けるルートであったが、小型車でも徐行しなければならない程の非常に狭い道路であった。

### 271系統（観光スポット周遊バス「あかいくつ」）
| No.            | 運行区間 |
| -------------- | --- |
| 271K（Aルート) | 桜木町駅前 → 馬車道駅前 → 万国橋・ワールドポーターズ前 → ハンマーヘッド → 赤レンガ倉庫・マリン＆ウォーク → 新県庁前 → 日本大通り駅県庁前 → 中華街（朝陽門） → 元町入口 → 港の見える丘公園 → 元町入口 → マリンタワー前 → 山下公園前 → 大さん橋客船ターミナル →赤レンガ倉庫前 → ハンマーヘッド → 万国橋・ワールドポーターズ前 → 馬車道駅前 → 桜木町駅前 |

### 341系統
| No.  | 運行区間                                                                        |
| ---- | ------------------------------------------------------------------------------- |
| 341A | [急行] 本牧 → 三溪園入口 → 和田山口 → 元町 → 地下鉄関内駅 → 桜木町駅 → 横浜駅前 |

2024年10月1日のダイヤ改正で新設した路線。本牧から桜木町駅前間は各バスに停車し桜木町駅前からは急行運転を行う。横浜方面行のみ運行される。

## 廃止路線

### 54系統
- 54J：根岸駅 → 本牧市民公園 → 三菱本牧工場 → 日産工場 → 小港橋 → 本牧原 → 間門 → 根岸駅
- 54K：根岸駅 - 本牧市民公園 - 三菱本牧工場 - 日産工場 - 小港橋 - 上野町 - 薩摩町中区役所前 - 桜木町駅
- 54L：根岸駅 - 本牧市民公園 - 三菱本牧工場 - 日産工場 - D突堤入口 - 海づり桟橋
- 54P：根岸駅 - 本牧市民公園 - 三菱本牧工場 - 日産工場 - D突堤入口

2006年8月31日に神奈川県生活交通確保対策地域協議会へ退出申し入れが行なわれ、2007年4月1日に廃止された。D突堤入口止まりは2010年8月1日に廃止。
根岸駅 - 桜木町駅線は本牧地域から中区役所へ唯一直接行ける路線であった。

### 58系統
- 58A：横浜駅前 - 桜木町駅前 - 日本大通り駅県庁前 - 中華街入口 - 山下ふ頭入口 - 小港橋 - 本牧原 - 間門 - 根岸駅前 - 八幡橋 - 磯子駅前 - 磯子車庫前
- 58E：横浜駅前 → 桜木町駅前 → 中華街入口 → みなと赤十字病院（平日1便のみ）
- 58F：横浜駅前 - 桜木町駅前 - 日本大通り駅県庁前 - 中華街入口 - みなと赤十字病院 - 小港橋 - 本牧原 - 間門 - 根岸駅前 - 八幡橋 - 磯子駅前 - 磯子車庫前（平日のみ）

赤十字病院止まりは2011年12月5日のダイヤ改正で廃止。代替として日中の横浜駅前 - 磯子駅 - 磯子車庫前便の一部便をみなと赤十字病院経由に変更。この便は109系統で横浜駅に到着した便の本牧車庫への回送での入庫を営業化したものであった。 横浜駅発着便は2022年4月1日のダイヤ改正でにて桜木町駅前まで短縮された。

### 109系統
平土：平日と土曜日
午前
- 109（平土）：横浜駅西口 →（ベイブリッジ）→ L8バース → スカイウォーク
- 109（平土）：横浜駅西口 -（ベイブリッジ）-（流通センター→）- 大黒海づり公園
- 109（休日）：横浜駅西口 →（ベイブリッジ）→ 流通センター → 大黒海づり公園 → スカイウォーク
- 109（全日）：スカイウォーク →（ベイブリッジ）→ 横浜駅西口

夕方
- 109（全日）：横浜駅西口 →（ベイブリッジ）→ スカイウォーク
- 109（平日）：横浜駅西口 -（ベイブリッジ）-（←流通センター）- 大黒海づり公園
- 109（平日）：スカイウォーク → L8バース →（ベイブリッジ）→ 横浜駅西口
- 109（土曜）：スカイウォーク → L8バース → 流通センター → 大黒海づり公園 →（ベイブリッジ）→ 横浜駅西口
- 109（休日）：スカイウォーク → 流通センター → 大黒海づり公園 →（ベイブリッジ）→ 横浜駅西口

2007年に桜木町駅発着便が廃止されてから、全便が首都高速経由で横浜駅まで運行していた。しかし、首都高速道路での立席が不可能となり、2010年10月4日より一般道経由へ経路変更を実施した。首都高速道路を通るため、ベイブリッジをまたいで乗車する場合の運賃は通常の210円ではなく230円となっていたが、定期券や一日乗車券利用の場合は加算運賃無しで利用可能であった。

### 124系統
- 124A：根岸駅 - 本牧市民公園 -（←本牧三渓園）- 本牧原 -（ベイブリッジ）- スカイウォーク

根岸駅からベイブリッジを渡ってスカイウォークを結んでいた。土休日運行の路線だった。系統番号は後に緑営業所の路線に使用されている。

### 125系統
- 125A：本牧車庫 - 和田山口 - 貯木場 - 県庁前 - 桜木町駅前 - みなとみらい大通 - 横浜駅前

本牧方面からみなとみらい地区へ直通で行ける唯一の路線だったが、みなとみらい線の開業に伴い、2004年2月1日に廃止された。

### 126系統
- 126A：根岸駅前 → 間門 → 本牧原 → 小港橋 → 日産工場前 → 三菱本牧工場前 → 本牧市民公園前 → 根岸駅前
- 126B：根岸駅前 - 間門 - 本牧原

循環線は54系統の逆回りで、2006年8月31日に神奈川県生活交通確保対策地域協議会へ退出申し入れが行なわれ、2007年4月1日に廃止された。

### 127系統
- 127A：横浜駅前 - 桜木町駅前 - 山下町（元町・中華街駅） - 中区分庁舎前 - 元町 - 和田山口 - 間門 - 本牧市民公園前 - 本牧車庫前

みなとみらい線開業に伴い、105系統（間門経由）の子系統が経路変更した上で独立した路線。本牧2丁目 - 元町からみなとみらい線の始発駅最寄りへ行ける路線であったが、2006年8月31日に神奈川県生活交通確保対策地域協議会へ退出申し入れが行なわれ、2007年4月1日に廃止された。わずか3年ほどの運行に終わり、その代替路線として105系統の間門経由便が復活した。
現在、54・108系統も廃止された為、本牧2丁目 - 大和町（上野町を除く）からみなとみらい線との接続は馬車道駅、横浜駅まで行かなければならず不便となってしまった。

### 134系統
- 134C：桜木町駅前 - 日の出町1丁目 - 山元町 - 麦田町 - 本郷町 - 見晴交番 - みなと赤十字病院 - 本牧原 - 本牧大里町 - 本牧車庫前

桜木町駅 - 本牧車庫を山元町・みなと赤十字病院経由で結ぶ。毎時1本の運行。開設当初は本郷町 - みなと赤十字病院（当時は港湾病院）間を本牧二丁目経由で運行していた。基本的に134系統専用の中型車が運用に入っていたが、大型車が運用を担当することもあった。
横浜市が行った大規模な路線再編に伴い、2007年4月1日にフジエクスプレス（富士急行グループ）へ移管・増便された。

### 140系統
- 140A（初代）：桜木町駅前 - 横浜美術館 - 横浜館・臨港パーク
- 140A（2代目）：桜木町駅前 → パシフィコ横浜 → 桜木町駅前
- 140D：パシフィコ横浜 - 桜木町駅前 - 大桟橋 - 山下ふ頭入口 - 山下ふ頭

横浜博覧会後に誕生した路線で、当初は桜木町駅と横浜館・臨港パークを結んでいた。その後、桜木町駅発着の循環線に変更され、パシフィコ横浜 - 山下ふ頭の運転を経て、1999年9月10日に廃止された。

### 141系統
- 141A：横浜駅前 - パシフィコ横浜 - 桜木町駅前（若葉台営業所と共同運行）
- 141C：横浜駅前 → パシフィコ横浜 → 横浜駅前
- 141G：ポートサイド - 横浜駅前 - パシフィコ横浜
- 141I：横浜駅前 - パシフィコ横浜 - 赤レンガ倉庫
- 141J：桜木町駅前 - みなとみらい大通 - パシフィコ横浜 - 赤レンガパーク

パシフィコ横浜の完成に合わせて開業した。若葉台営業所と共同で横浜駅 - 桜木町駅を運行していた。のちに横浜駅発着の循環線や、京浜急行バスとの共管で横浜シティ・エア・ターミナル（初代、現・ポートサイド） - パシフィコ横浜線、桜木町駅 - 赤レンガパーク線が誕生した。2001年に162系統が誕生すると平日運行に変更され、2002年2月1日にはポートサイド - 横浜駅を短縮（京急は継続）、横浜駅 - パシフィコ横浜循環が廃止、桜木町駅 - 赤レンガパークを142系統として独立させ、さらに141系統を赤レンガ倉庫まで延長した。2004年2月1日に廃止された。
以降は京急バスがポートサイド - 横浜駅 - パシフィコ横浜の路線のみを引き継ぎ運行していたが、こちらも2020年8月31日を以って廃止された。

### 142系統
- 142A：桜木町駅前 - みなとみらい大通 - パシフィコ横浜 - 赤レンガ倉庫

2002年2月1日に、141系統から分離されて142系統として独立した。2004年2月1日、145系統に統合・廃止された。

### 145系統
- 145B：日ノ出町駅前 - 桜木町駅前 - けいゆう病院 - パシフィコ横浜 - 赤レンガ倉庫

142系統と統合後、本牧も2005年2月27日まで一部を担当していた。

### 148系統
- 148A（急行）：本牧 → 本牧大里町 → 和田山口 → 小港橋 → 貯木場前 → 中華街入口 → 桜木町駅前 → 横浜駅前
- 148B（急行）：横浜駅前 → 桜木町駅前 → 中華街入口 → 貯木場前 → 小港橋 → 和田山口 → 本牧大里町 → 本牧車庫前

2006年3月27日より運行開始。中華街や三渓園への観光客輸送を目的とした路線で、8系統の急行路線として扱われていた。横浜駅前 - 貯木場前を急行運転し、以南は各停で運行されていた。急行区間では横浜駅改札口（横浜駅方向のみ）・桜木町駅前・中華街入口・山下町のみ停車していた。2015年4月1日以降は平日朝と土休日のみ運行されていたものの、2022年4月1日のダイヤ改正でみなとみらい大通り経由の168系統に置き換えられた。

### 164系統（みなとみらい100円バス山下ふ頭ルート）
- 164A：桜木町駅前 - みなとみらい大通 - パシフィコ横浜 - 赤レンガ倉庫 - 大さん橋客船ターミナル - 山下ふ頭入口

2002年6月1日に新設。定期便で唯一、大さん橋ターミナルに乗り入れていたが、現在は運行していない。

### 271系統（観光スポット周遊バス「あかいくつ」）
| No.           | 運行区間 |
| ------------- | --- |
| 271I(Mルート) | 桜木町駅前→ ぴあアリーナMM → ４丁目駐車場 → みなとみらい４丁目 → 新高島駅前 → とちのき通り → みなとみらい駅前 → クイーンズスクエア → 展示ホール → パシフィコ横浜 → 国際橋・カップヌードルミュージアム → 赤レンガ倉庫 ・マリン＆ウォーク→ 万国橋・ワールドポーターズ前 → 馬車道駅前 → 横浜市役所前 → 桜木町駅前 |

2020年7月23日の改編により、ベイサイドブルーに代替廃止された。

### 334系統（雨の日臨時便）
- 334A：小港 → 和田山口 → 間門 → 根岸駅前
- 334B：根岸駅 → 間門 → 本牧原
- 334C：小港橋 → 山下町

2009年6月1日の雨の日臨時便運行開始と同時に新設された58系統の雨の日臨時便。根岸駅発便は2011年5月30日に廃止、小港発便は2014年7月31日に廃止された。2014年9月1日からは運行区間が小港橋→山下町に変更された上で、再び58系統の雨の日臨時便として334系統が運行を行っていたものの、2019年11月5日のダイヤ改正で廃止された。

## 移管路線

### 101系統
- 101A：根岸駅前 - 間門 - 本牧原 - 麦田町 - 尾上町 - 桜木町駅前 - 花咲橋 - 浅間町車庫前 - 洪福寺 - 保土ヶ谷車庫前

2007年3月19日、本牧営業所担当便は、滝頭営業所へ移管した。

### 103・366系統
- 103B：横浜駅前 - 戸部駅前 - 日の出町1丁目 - 山元町 - 旭台 - 根岸台
- 103A：横浜駅前 - 戸部駅前 - 日の出町1丁目 - 山元町 - 旭台 - 本牧市民公園前 - 本牧車庫前
- 366A：横浜駅前 → 戸部駅前 → 日の出町1丁目 → 山元町 → 旭台

市電3系統の継承路線。本牧車庫前発着は出入庫で、僅かに旭台発着の便も存在し、横浜駅発は深夜バスとして運行された。2007年4月1日に根岸駅前発着便が新設されると共に滝頭営業所と鶴見営業所に移管された。
しかし前述の通り2008年2月9日に鶴見が再び当系統の担当から外れ本牧の担当が復活する。但し、深夜バスは引き続き滝頭が担当している。

### 270系統
- 270C：（急行） 横浜駅前 → 国際橋・カップヌードルミュージアム前 → 赤レンガ倉庫 → ワールドポーターズ → 横浜駅改札口前 → 横浜駅前（滝頭営業所と共同運行）

横浜駅と赤レンガ倉庫を直行する系統。2011年9月3日に運行開始。
- 2015年10月1日： 循環運行へ変更
- 2016年10月1日： ぶらり赤レンガ倉庫BUSに変更のうえ、全便滝頭営業所に移管する。

### 280系統（ぶらり三渓園BUS）
| No.  | 運行区間                                                                         |
| ---- | -------------------------------------------------------------------------------- |
| 280C | [急行] 三渓園 → 三渓園入口 → 中華街入口 → 桜木町駅前 → 横浜駅改札口前 → 横浜駅前 |
| 280D | [急行] 横浜駅前 → 桜木町駅前 → 中華街入口 → 三渓園                               |

横浜駅と三渓園を結ぶ系統。2016年10月1日に運行開始。土休日のみの運行で、桜木町駅 ‐ 小港橋交差点間では8・148系統と同一経路を走行するが、こちらは同区間内も急行運転を行う。その先は小港橋交差点を直進し、道なりに進んで本牧元町入り口交差点を左折、本牧大里町 - 三渓園入口間を従来の路線とは逆方向に走行し三渓園入口先の交差点で左折して三渓園に向かう。三渓園停留所は正門の駐車場内に設置されている。原則として専用ラッピング車で運行されるが、点検・整備などで一般車で運転されることもある。2020年7月のダイヤ改正で経由と停車地が変更され、赤レンガ倉庫・山下公園を経由しなくなった。
2021年10月1日、浅間町営業所へ移管。

## 車両

### 概説
2004年の入札制度導入前は、本牧・若葉台・緑の3営業所では三菱ふそうを指定メーカーとしていた。横浜市営バスでは市内に狭隘路線が多いため短尺車を採用する営業所が多く、若葉台・緑の両営業所では短尺車を導入していたが、本牧営業所管内では道路事情に恵まれていたこともあり標準尺車を選択していた。
そのため、かつては所属車両の多くが三菱ふそう製の大型車であったが、入札制度の導入以降は全メーカーが配置されるようになり、車種構成も大幅に変化が見られる。
横浜市営バスでは1994年から港北ニュータウン営業所でミニバス路線の運行を開始し、これに伴い小型路線車の導入を開始。翌1995年からは日野自動車を指定メーカーとしてきた保土ケ谷営業所を皮切りに日野・リエッセが導入される。入札制度導入後の2004年度からは、従来は日野車の配置がなかった本牧営業所でもリエッセの配置が開始され、当営業所で初の小型車となった。翌2005年度（年式は2005 - 2006年式）にかけて、本牧営業所でもまとまった数のリエッセが導入されたが、その多くはミニバス路線を運行しリエッセが集中配置されていた保土ケ谷営業所などへ転属している。
リエッセは浅間町営業所から移管された20系統などで運用された。20系統は浅間町時代は大型車の日野・ブルーリボン（HT/HU系）で運用されていたが、移管後は小型車に置き換えてダウンサイジングを図った。現在は後継車種の日野・ポンチョが使用される（#20系統を参照）。

### 近年の動き
日産ディーゼル車は他の営業所から転属した車両で、磯子営業所に新製配置されたスペースランナーRAノンステップ（西日本車体工業製車体架装、標準尺車）も在籍していたが、2018年2月に全車両が除籍され現存しない。
日野・ブルーリボンIIは少数ながら導入している。2008年度はいすゞ自動車製のエルガワンステップ、2009年度から2010年度にかけてはエルガノンステップを大量導入した。2011年度には、8年ぶりとなる三菱ふそう・エアロスターノンステップ（短尺車）も配置された。
また中型車の配置転換により、2010年度末に日野・レインボーIIといすゞ・エルガミオとが入れ替わり、2013年度にはエルガミオがレインボーIIに置き換えられた。2014年にはエルガミオ（ノンステップ）が配置された。
ハイブリッド車は、2010年度後期に本牧営業所では初となる日野・ブルーリボンシティ ハイブリッドが配置された。2013年度には、横浜市営バスでは初の導入となるいすゞ・エルガハイブリッド（LV系）も配置された。2019年度・2020年度は日野・ブルーリボンハイブリッド（HL系）が新たに導入されている。
- 大型車
  - いすゞ・エルガ/エルガハイブリッド（長尺車も在籍）
  - 三菱ふそう・エアロスター
  - ブルーリボンII/ブルーリボンシティハイブリッド/ブルーリボン/ブルーリボンハイブリッド
- 中型車
  - 日野・レインボーII - 20系統で運用されるが、ごく稀に他路線でも運用されることがある。
- 小型車
  - 日野・リエッセ（ステップリフトバス、AT車）- 20系統で運用。
  - 日野・ポンチョ（ノンステップバス）- 20系統、222系統で運用される。

### あかいくつ専用車
あかいくつ専用車として、東京特殊車体のレトロ調車体を架装した車両が在籍する。いずれも登録番号は希望ナンバーで「横浜230x・150」を取得している。
- 日野・レインボーHR
  - 9m車（PB-HR7JHAE改）- 4-3772から4-3776まで
  - 10.5m車（BDG-HR7JPBE改）- 8-3905
- 日野・ブルーリボンII
  - 大型車（KV234L3改）- 2-3363

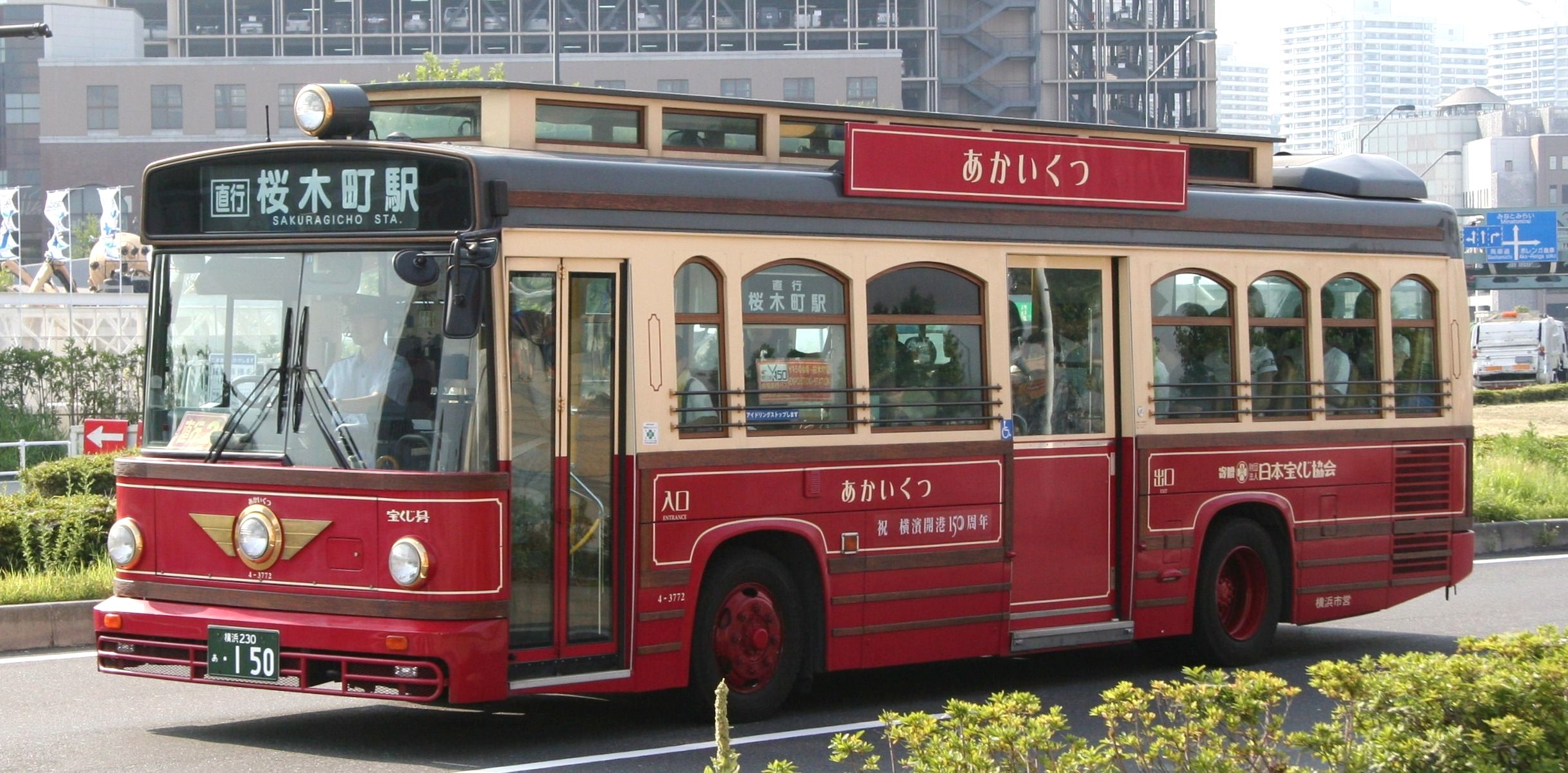
「あかいくつ」開業時に投入された専用車 (4-3772)
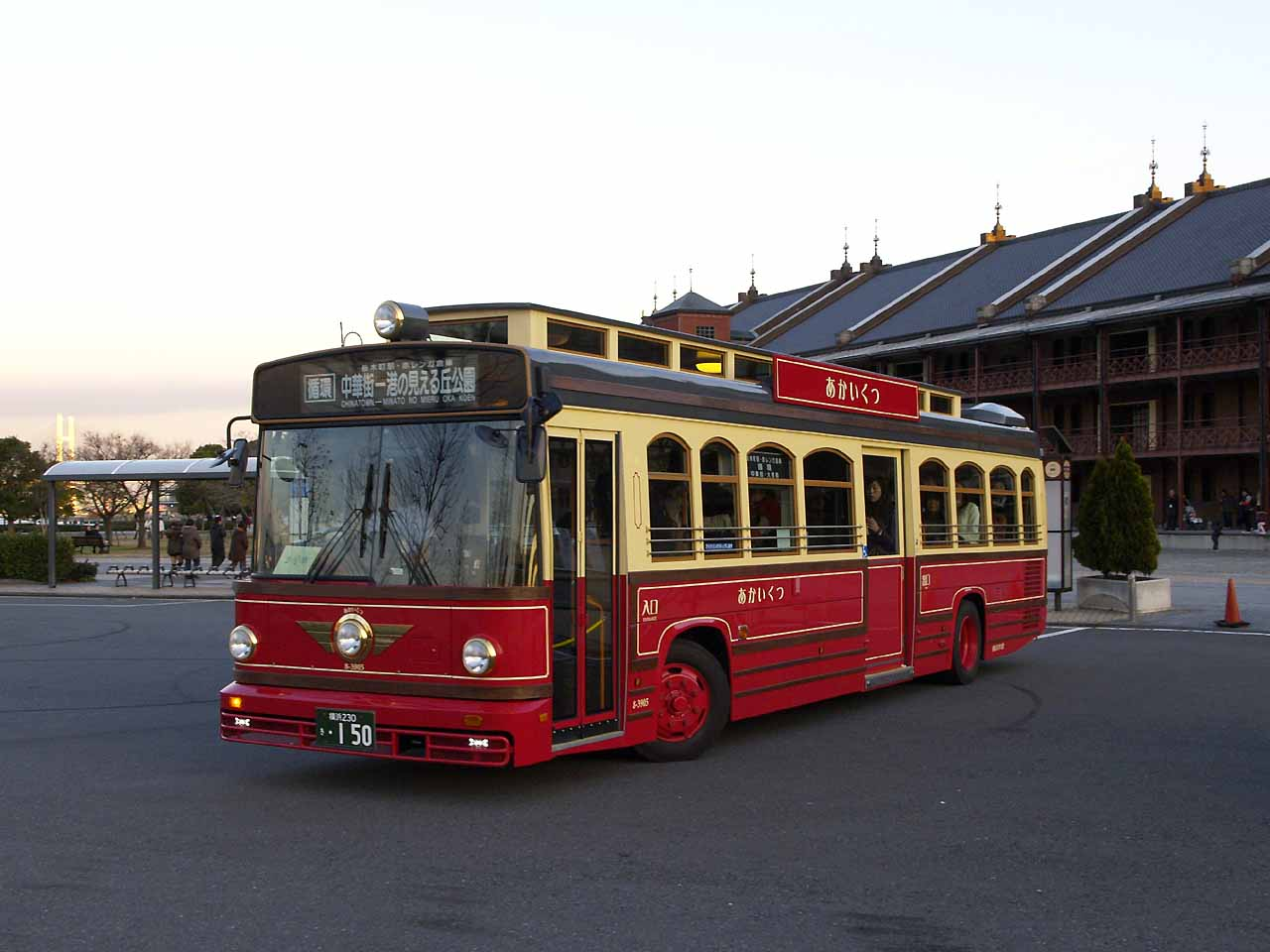
2008年に増備された10.5m車 (8-3905)
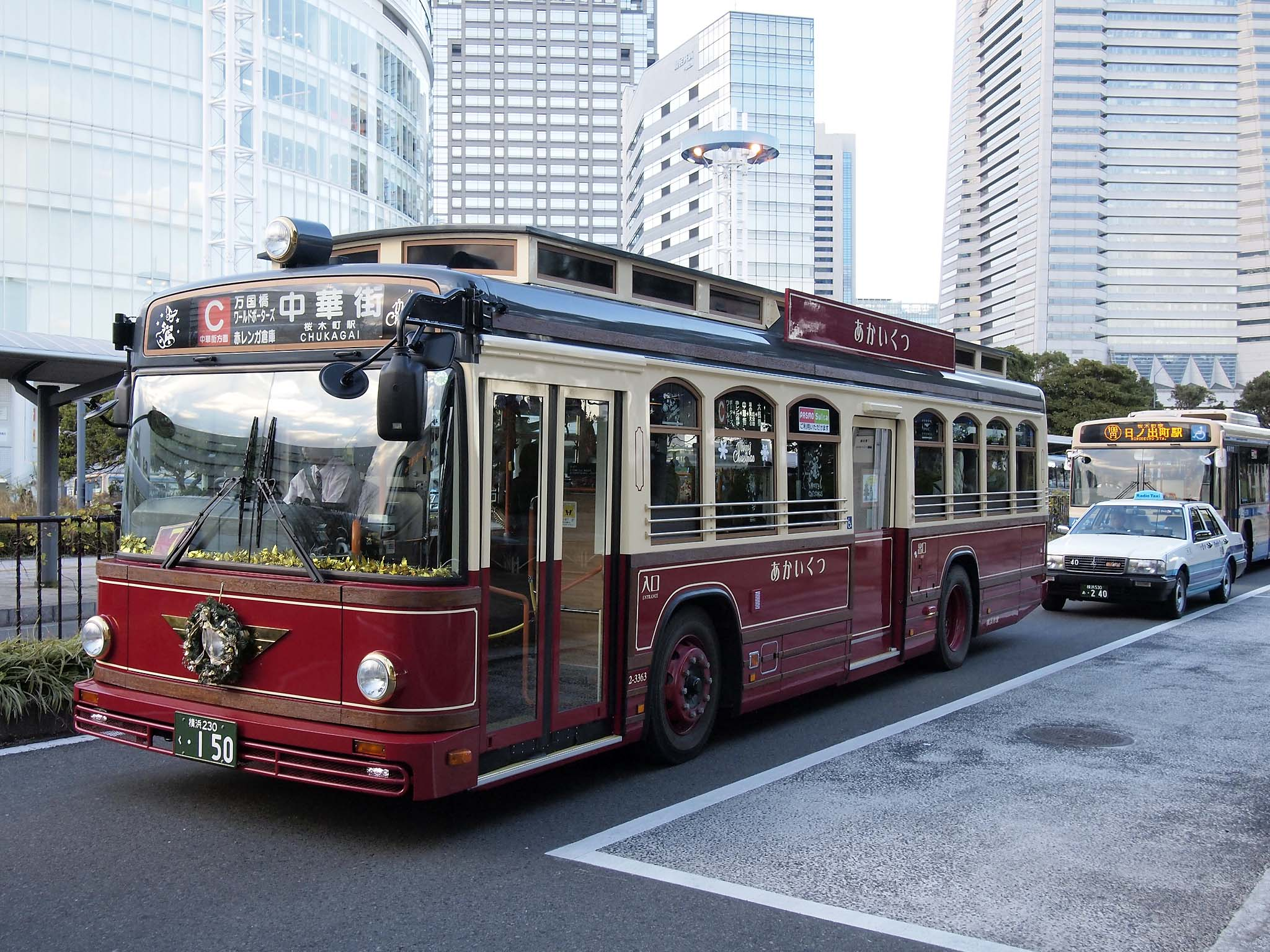
2012年に増備された7号車は大型車ベース (2-3363)
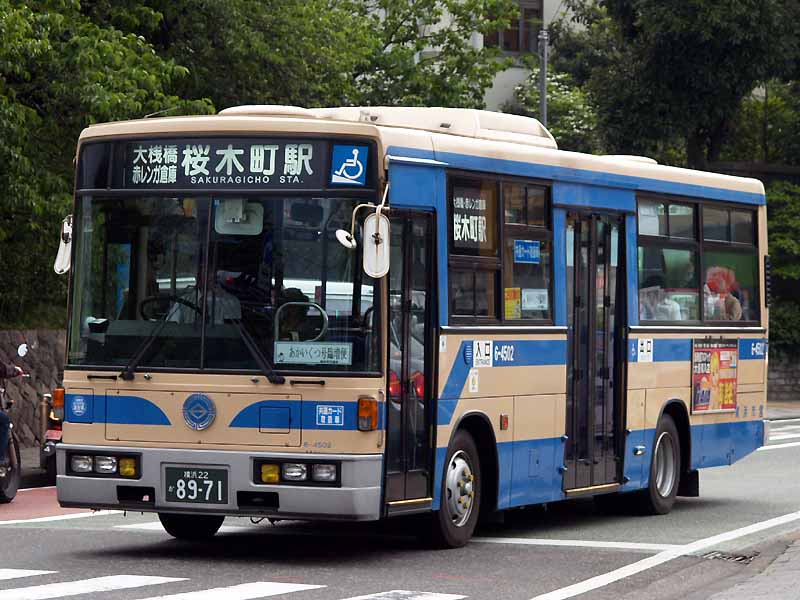
繁忙期には一般車が応援に入ることも (6-4502)
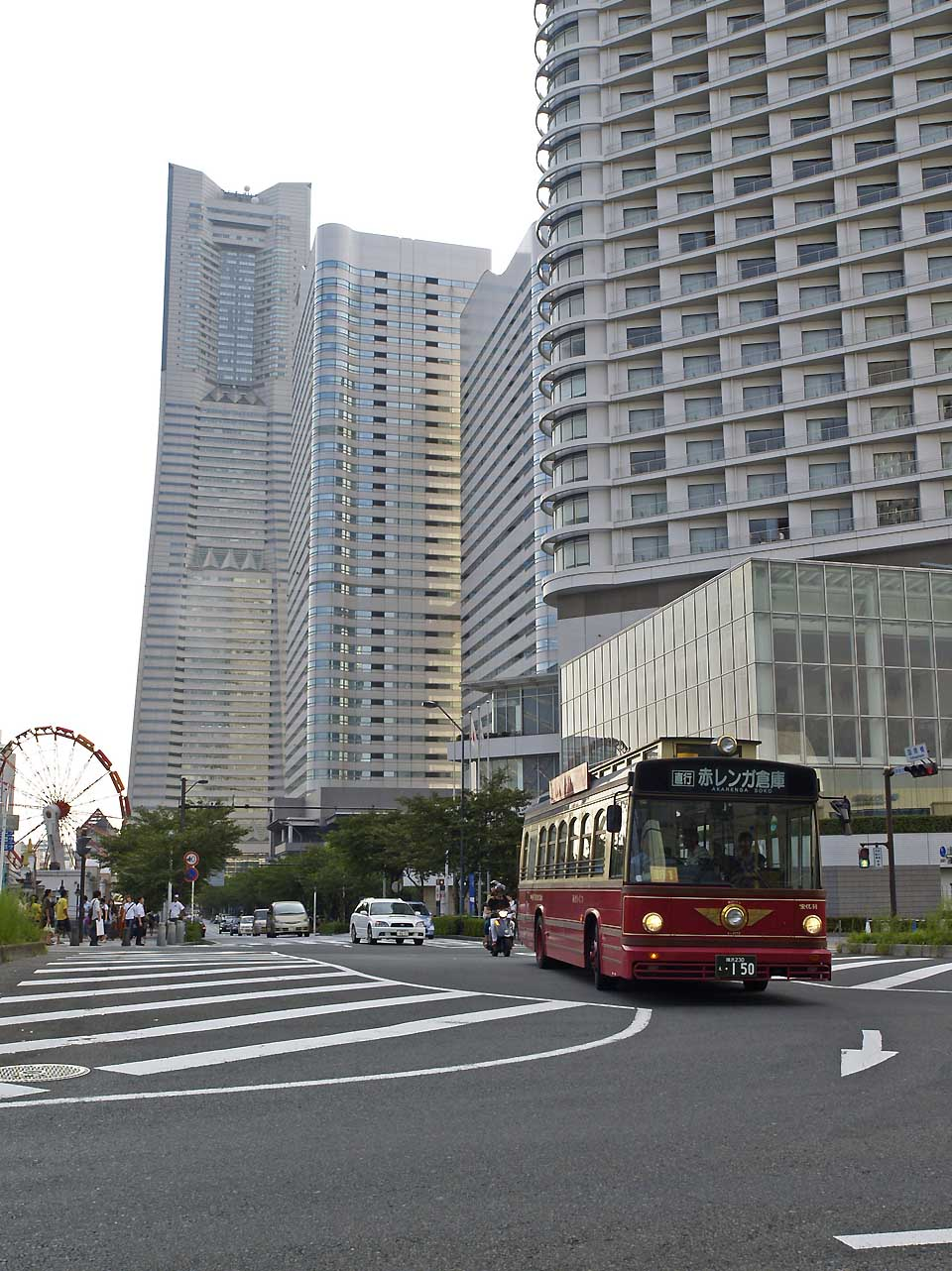
開国博Y150会期中の平日は、桜木町駅 - 赤レンガ倉庫の直行便が運行されていた (4-3775)